# Giresunspor
Giresunspor is een Turkse voetbalclub opgericht in 1967 te Giresun, de hoofdstad van de gelijknamige provincie. De clubkleuren zijn groen en wit. De thuisbasis van de voetbalclub is het groen-witte Giresun Atatürkstadion.

Giresun ligt in de Zwarte Zeeregio.

## Geschiedenis
Giresunspor is een sportclub opgericht in 1967 door fusies met Yeşiltepespor, Akıngençlikspor en Beşiktaşspor. Hoewel Giresunspor werd opgericht in 1967, gaan de wortels van de club terug naar 1925. Destijds werd Giresunspor opgericht als een vereniging van verschillende zwemsporten, voetbal en atletiek. Op 27 maart 1941 sloot Giresunspor de deuren om na 26 jaar, op 31 maart 1967, opnieuw de deuren te openen voor sporters.
De eerste officiële wedstrijd werd gespeeld op 20 augustus 1967. Beylerbeyi SK was de tegenstander in het Giresun Atatürk Stadion. De wedstrijd eindigde in 0-0. De startende elf spelers waren; Mehmet - Hüseyin - Saadettin - İsmet - Erol- Fevk i- Servet - K. Şükrü - Ünal - B. Şükrü - Muhlis.
Giresunspor was de jaren hierna behoorlijk succesvol. De club speelde zes seizoenen achter elkaar in de hoogste divisie van Turkije. Giresunspor heeft één klein succesje geboekt in de Turkse Beker; de club uit Giresun behaalde in het seizoen 1976/77 de kwartfinale van deze beker. Hierin verloor men in de eerste wedstrijd met 3-1 van Kocaelispor. De tweede wedstrijd won Giresunspor met 1-0, maar met een 3-2 einduitslag bleef Giresunspor met lege handen achter. Overigens voetbalde Kocaelispor dat seizoen in de tweede divisie en Giresunspor in de Süper Lig. Sinds het bestaan heeft de club ook een rivaliteit met Orduspor.
In 2021 promoveerde de club na decennia weer naar de Süper Lig.

### Gespeelde divisies
- Süper Lig: 1971-1977, 2021-2023
- TFF 1. Lig: 1967-1971, 1977-1978, 1979-1986, 1988-1991, 1993-1995, 1997-2000, 2007-2012, 2014-2021, 2023-2024
- TFF 2. Lig: 1978-1979, 1986-1988, 1991-1993, 1995-1997, 2000-2001, 2005-2007, 2012-2014, 2024-2025
- TFF 3. Lig: 2001-2005, 2025-

## Resultaten
De resultaten in de Süper Lig waren als volgt:
| 1971/1972* | Süper Lig | 12e plaats |
| 1972/1973* | Süper Lig | 9e plaats  |
| 1973/1974* | Süper Lig | 12e plaats |
| 1974/1975* | Süper Lig | 12e plaats |
| 1975/1976* | Süper Lig | 6e plaats  |
| 1976/1977* | Süper Lig | 16e plaats |

 * De Süper Lig bestond deze seizoenen uit 16 ploegen, waarbij de nummers 15 en 16 degradeerden. 

## Bekende (oud-)spelers
| - Recep Biler - Yasin Çakmak - Özgürcan Özcan - Tolga Seyhan - Aziz Behich - Ergün Çakır - Abiola Dauda | - Ferhat Görgülü - Brandley Kuwas - Ricardo Pedriel - Joey Pelupessy - Isaac Promise - Görkem Sağlam - Kürşad Sürmeli |